# Cyste (eencellige)

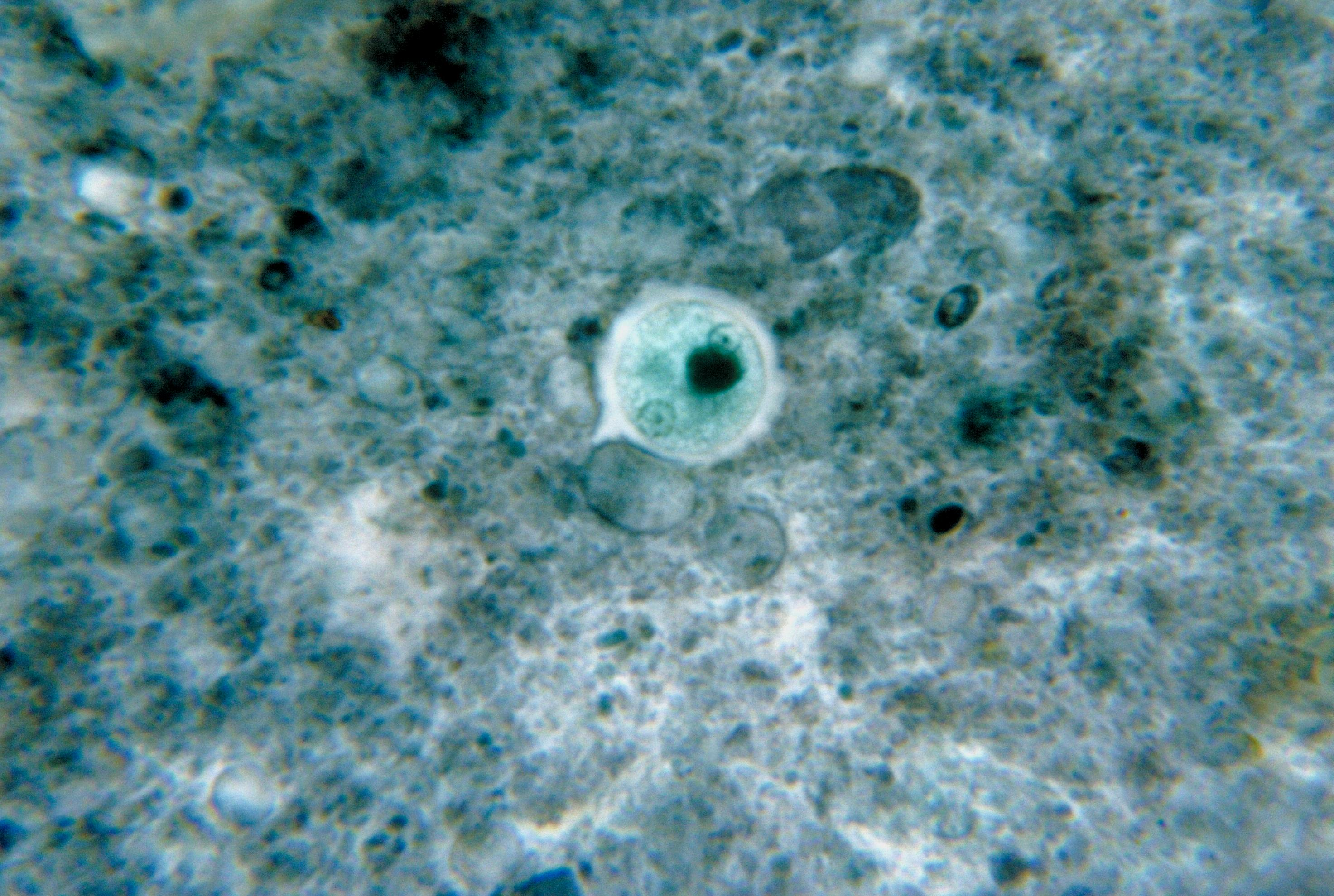
De cyste van Entamoeba histolytica.

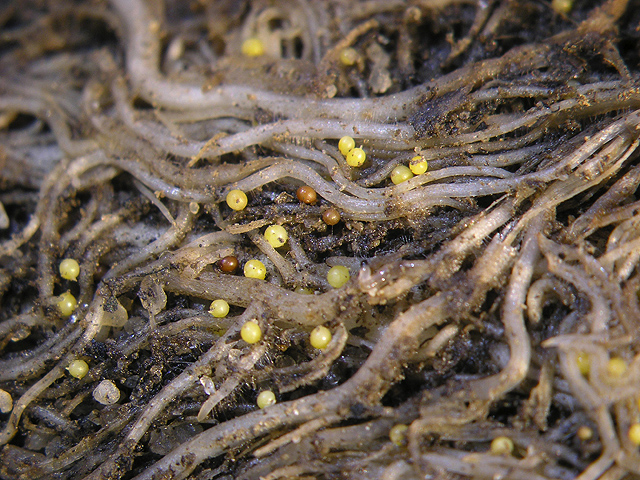
Cysten van het aardappelcystenaaltjes op aardappelwortels

Een cyste is een stadium waarin een eencellig organisme, zoals een bacterie, een alg of een amoebe, kan verkeren om te overleven in moeilijke omstandigheden zoals droogte, vorst, verblijf in een ander organisme (bijvoorbeeld maagzuur) of juist het verblijf buiten een gastheer. Het organisme kapselt zich als het ware in en wacht op betere tijden.
Bij bepaalde rondwormen hebben de vrouwtjes een min of meer rond lichaam, een cyst. Voorbeelden hiervan zijn het aardappelcystenaaltje en het wit bietencystenaaltje.